# György Káldi

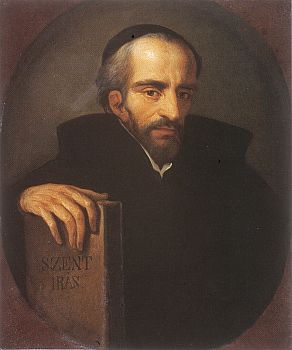
György Káldi, Porträt von Károly Jakobey (Christliches Museum von Esztergom).

György Káldi (* 4. Februar 1573 in Tyrnau; † 30. Oktober 1634 in Preßburg) war ein ungarischer Jesuit und Bibelübersetzer.
Am 7. Mai 1598 wurde Káldi in Rom in die Gesellschaft Jesu aufgenommen. Von Claudio Acquaviva wurde Káldi gleich zurück in die Heimat versetzt. Über Nagybánya und Klausenburg kam er schließlich 1605 nach Karlsburg. Dort begann Káldi mit der Übersetzung der Bibel auf der Grundlage der lateinischen Vulgata. Nach der Ausweisung der Jesuiten aus Siebenbürgen ging Káldi nach Olmütz. Dort wirkte er bis 1607 als Lehrer der Pastoraltheologie und Beichtvater. Am 25. März 1607 beendete Káldi seine Bibelübersetzung. In den Jahren von 1607 bis 1613 war er  Novizenmeister in Brünn, Leoben, Graz und Wien. Ab 1615 wurde er Meister des Kollegs von Tyrnau, später dort auch Direktor des Studentenkollegs Bursa s. Adalberti und des Adelskonviktes. Am 22. Juni 1629 übernahm Káldi die Leitung des Jesuitenordens in Preßburg, wo er auch fünf Jahre später starb.
Seine Bibelübersetzung, welche 1626 veröffentlicht wurde, blieb bis 1976 der einzige vom Episkopat autorisierte katholische Bibeltext in Ungarn.